# Pinzberg
Pinzberg – miejscowość i gmina w Niemczech, w kraju związkowym Bawaria, w rejencji Górna Frankonia, w regionie Oberfranken-West, w powiecie Forchheim, siedziba wspólnoty administracyjnej Gosberg.
Gmina leży 5 km na południowy wschód od Forchheimu, 13 km na północny wschód od Erlangen i 25 km na północ od Norymbergi.

## Dzielnice
W skład gminy wchodzą cztery dzielnice: Dobenreuth, Gosberg, Pinzberg i Elsenberg.

## Demografia
| Rok  | Liczba mieszk. |
| ---- | -------------- |
| 1970 | 1608           |
| 1987 | 1696           |
| 2000 | 1864           |
| 2006 | 1931           |

## Oświata
(na 1999)

W gminie znajduje się 75 miejsc przedszkolnych (z 61 dziećmi) oraz szkoła podstawowa (5 nauczycieli, 106 uczniów).